# Alsenský kříž
Alsenský kříž (německy Alsenkreuz) je pruské vyznamenání. Založil ho 7. prosince 1864 pruský král Vilém I. na památku dobytí dánského ostrova Alsen pruskými vojáky během Německo-dánské války.

## Vzhled vyznamenání
Odznakem je bronzový tlapatý kříž, v jehož středu je znázorněna hlava Viléma I. s opisem WILHELM KOENIG VON PREUSSEN (Vilém, král pruský). Kolem medailonu se ovíjí vavřínový věnec. Na zadní straně je pak vyobrazena letící pruská orlice nad mořem s lodí. Na ramenech kříže je napsáno ALSEN 29 JUN. 1864 (Alsen, 29. červen 1864), tedy datum dobytí ostrova.
Stuha pro vojáky je modrá s dvěma oranžovými postranními pruhy a černobílým lemem. Pro nevojáky je oranžová s modrým pruhem s taktéž černobílým lemem.
Vyznamenání se nosilo zavěšeno na levé straně prsou.